# Edit Engelmann

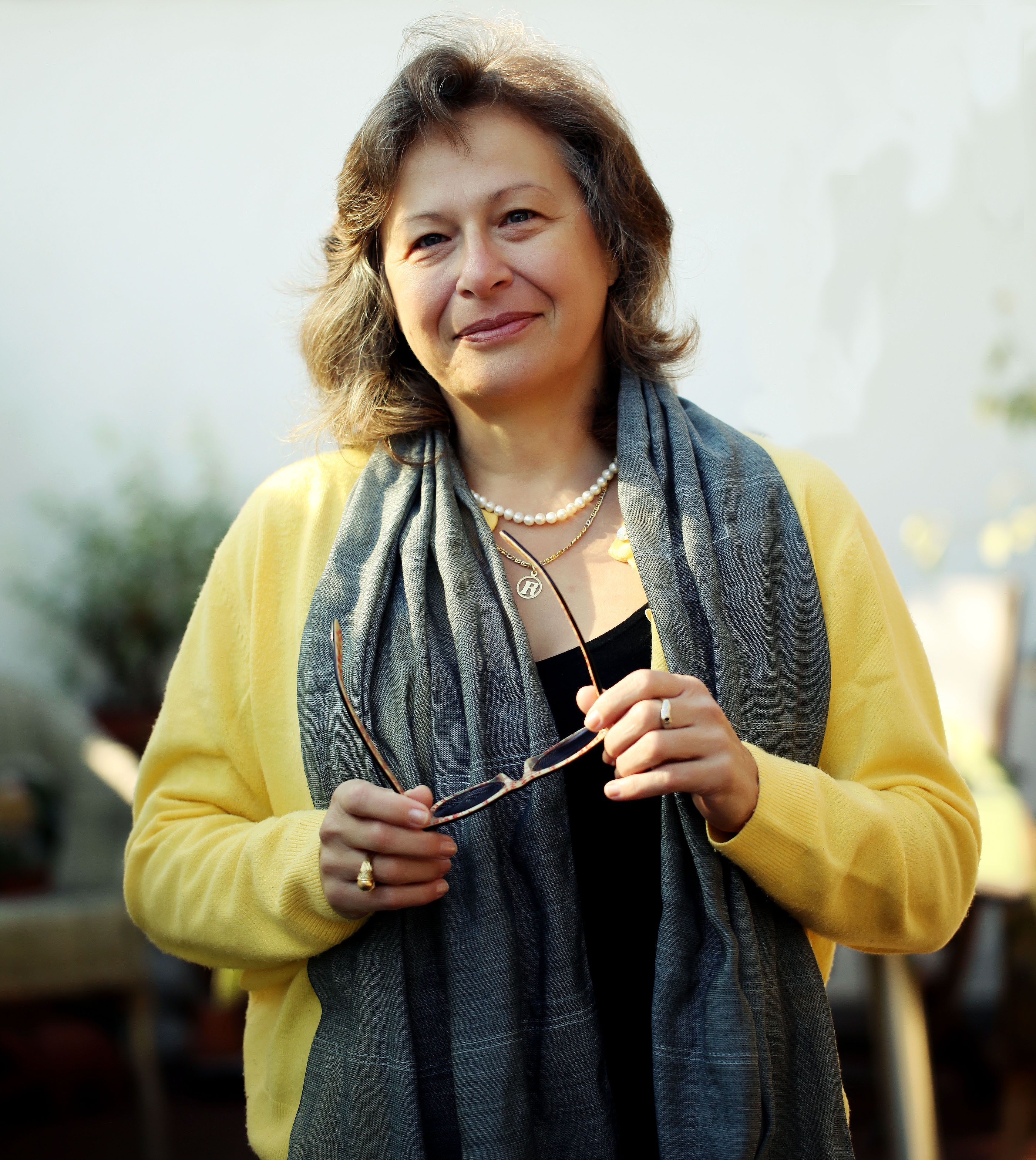
Edit Engelmann

Edit Engelmann (* 1957 in Eschwege) ist eine deutsche Schriftstellerin.

## Leben
Nach dem Abitur absolvierte sie eine Lehre. Später studierte sie Marketing und arbeitete mehr als 40 Jahre als Marketing- und Kommunikationsmanagerin in verschiedenen Unternehmen.
Seit 2010 ist Engelmann als freie Autorin tätig. Des Weiteren war sie im Frankfurter Größenwahn Verlag, der eine Vielzahl ihrer Bücher veröffentlichte, als Herausgeberin verschiedener Anthologien tätig. Daneben ist sie Lektorin und Schreibcoach.
Edit Engelmann ist Initiatorin des Griechisch-Deutschen Lesefestivals.
Sie lebt und arbeitet in Deutschland und Griechenland.

## Veröffentlichungen
- KRISE! KRISE!: Schulden am Olymp – Tagebuch eines Frosches. Größenwahn Verlag, 2011. ISBN 978-3-942223-04-1
- Zitronen aus Hellas: Geschichten und Rezepte, von einer die auszog um griechisch zu leben. Größenwahn Verlag, 2011. ISBN 978-3-942223-09-6
- Korinthen und Musketen. CreateSpace Independent Publishing Platform, 2013.
- Es war einmal im Ringgau : Oma Christines nordhessische Sagen und Rezepte. Größenwahn Verlag, 2013. ISBN 978-3-942223-24-9
- (Hrsg.): Griechische Einladung : Erzählungen, Geheimnisse und Rezepte. Größenwahn Verlag, 2013. ISBN 978-3-942223-22-5
- (Hrsg.): Das Größenwahn Märchenbuch Band 1. Größenwahn Verlag, 2013. ISBN 978-3-942223-30-0
- Scherben vor Gericht – Albtraum eines Premierministers. Größenwahn Verlag, 2014. ISBN 978-3-942223-70-6
- (Hrsg.): Das Größenwahn Märchenbuch Band 2. Größenwahn Verlag, 2014. ISBN 978-3-942223-98-0
- (Hrsg.): Das Größenwahn Märchenbuch Band 3. Größenwahn Verlag, 2015. ISBN 978-3-95771-075-8
- (Hrsg.): Griechische Einladung in die Politik. Größenwahn Verlag, 2015. ISBN 978-3-95771-025-3
- 2084 – Entopischer Dialog. KDP Independent Publishing Platform, 2016.
- Frieden – Aristophanes reloaded KDP Independent Publishing Platform, 2017.
- (Hrsg.): Über das Kretische Meer: das 3. Griechisch-Deutsche Lesefestival in Paleochora. KDP Independent Publishing Platform, 2017.
- Vom Licht ins Leben – Der Kreislauf von Leben und Tod, Verlag Begegnungen, 2020. ISBN 978-3-946723-64-6
- Ein Hotel in Wales (Ivy Darlington) – KDP Independent Publishing, 2021, ISBN 9798527812497
- A Hotel in Wales (Ivy Darlington) – KDP Independent Publishing, 2021, ISBN 9798843363475
- Die Maskenmacherin, Verlag der 9 Reiche, Berlin, 2022, ISBN 978-3-948999-96-4
- Die Entführung des Edwart Richter – Diplomatisches Verwirrspiel am Olymp, Leonidas Chrysanthopoulos/Edit Engelmann, Verlag der Griechenland Zeitung, 2022, ISBN 978-3-99021-045-1
- Otan i Ellada tolma, Leonidas Chrysanthopoulos/Edit Engelmann, Parisianou Verlag, Athen, 2022, ISBN 978-960-583-670-2
- Liebe um die 30 – Spielarten der Liebe, KDP Independent Publishing, 2024, ISBN 9798878892919

### Kinderbücher
- Ella und der Regenbogenstein, KDP Independent Publishing, 2013, ISBN 978-1492853886
- Ella and the Rainbowstone,  KDP Independent Publishing, 2021, ISBN 9798788231402
- Ella und die Weihnachtsperle, KDP Independent Publishing, 2022, ISBN 9798363328176
- Ella and the Christmas Pearl, KDP Independent Publishing, 2023, ISBN 9798852845740
- Wie Richard den Mut fand, KDP Independent Publishing, 2024, ISBN 9798880148066

## Übersetzungen
- William Mallinson: Spiel um Rhodos KDP Independent Publishing Platform, 2013.
- Leonidas Chrysanthopoulos: Aufbruch in Armenien: Chronik eines Diplomaten. Größenwahn Verlag, 2013. (Online-Ressource)
- Karel Koninkrijk: Ein Holländer in Afrika: Aus dem Leben eines Entwicklungshelfers. Größenwahn Verlag, 2016.